# Svartabborrtjärnarna, Dalarna
Svartabborrtjärnarna är en sjö i Falu kommun i Dalarna och ingår i Dalälvens huvudavrinningsområde.